# Vyučovací metody
Vyučovací metoda (nebo také výuková metoda či edukační metoda) je prostředek, který využívá učitel v procesu výuky k dosahování výukových cílů. Jedná se o jeden z prvků vyučovacího procesu a vychází z didaktického trojúhelníku: učitel - žák - obsah výuky. Mezi další funkce vyučovacích metod patří funkce aktivizační a komunikační. Aktivizační funkce osvojování postupů, úkonů, operací a myšlení žáků a také jejich motivaci. Komunikační funkce je předpokladem pedagogické interakce. Jednotlivé vyučovací metody mohou různým způsobem podněcovat k aktivitě a samostatnosti, ale současně také různým způsobem vedou k autoregulaci učení. Autoregulace učení je jeden z hlavních vyučovacích cílů a značí to schopnost jedince samostatně řídit své učení.

## Výběr vyučovací metody
Výběr vhodné vyučovací metody je jednou z klíčových kompetencí učitele. V současné době je na učitele v tomto ohledu vyvíjen velký tlak, protože se stále více zdůrazňuje zapojování žáků aktivně do výuky. Současně promyšlený výběr vyučovacích metod chrání učitele před stereotypem.

### Hlavní faktory ovlivňující výběr vyučovací metody
- 1. Zákonitosti výukového procesu obecné i speciální. Zákonitosti logické, psychologické i didaktické.
- 2. Cíle a úkoly výuky, které se vztahují k práci, interakci a jazyku.
- 3. Obsah a metody daného oboru zprostředkovaného vyučovacím předmětem.
- 4. Úroveň fyzického a psychického rozvoje žáků, jejich připravenost zvládat požadavky učení.
- 5. Zvláštnosti třídy, skupiny žáků, např. hoši – dívky, různá etnika, formální a neformální vztahy v kolektivu
- 6. Vnější podmínky výchovně – vzdělávacího práce, např. geografické prostředí, společenské prostředí, hlučnost okolí, technická vybavenost školy atd.
- 7. Osobnost učitele, jeho odborná a metodická vybavenost, zkušenosti, pedagogické mistrovství atd.“ (Maňák, Švec, 2003, s. 50).

Mezi další faktory ovlivňující výběr vyučovací metody je konfrontace s vyučovacími cíli a učitel musí brát ohledy na postoje žáků a jejich subjektivní potřeby. Pro vhodný výběr vyučovací metody vznikají neustále snahy o jejich ideální utřídění. Z těchto důvodů by měl znát každý učitel škálu vyučovacích metod. Navíc jejich znalost mu umožňuje být adaptabilnější na různé situace v průběhu výuky.

## Klasifikace výukových metod
Snaha utřídit vyučovací metody je pro učitele značně významná, neboť toto utřídění kromě výběru vhodné vyučovací metody také Učitelovi usnadňuje orientaci ve vyučovacích metodách a jejich zvládnutí. Vyučovací metody lze dělit podle charakteru zdroje poznatků, míry vedení a samostatnosti studentů, fází výchovně vzdělávacího procesu, z hlediska myšlenkových operací aj. V současné době je v pedagogice nejpoužívanější kombinovaná klasifikace výukových metod.
- 1. Klasické výukové metody
  - Metody slovní (vyprávění, vysvětlování, přednáška, práce s textem, rozhovor) - jsou zcela zásadní v edukačním procesu, protože mimo jejich využívání jako samostatných metod doplňují nebo doprovázejí všechny ostatní metody.
  - Metody názorně-demonstrační (předvádění a pozorování, práce s obrazem, instruktáž) - základem těchto metod je předvádění a pozorování.
  - Metody dovednostně praktické (napodobování, manipulování, laborování a experimentování, vytváření dovedností, produkční metody) - metody dovednostně-praktické přímo vycházejí z cíle školy a to přípravy na reálný život.
- 2. Aktivizující metody - jsou spojené s novým pohledem a pozici žáka v edukačním procesu a předpokládají zájem žáků a současně respektují jejich individualitu.
  - Metody diskusní - se vyznačují aktivitou všech, nebo alespoň většiny účastníků, kteří se soustředí na dané téma a projevují o ně zájem.
  - Metody heuristické, řešení problémů - jedná se o kladení problémových otázek a ukázkou různých rozporů a problémů žáky silně motivujeme a podporujeme osvojování. vědomostí a dovedností.
  - Metody situační - se uplatňují především ve vzdělávání dospělých.
  - Metody inscenační - mají základ v simulaci skutečných událostí.
  - Didaktické hry - by si měly zachovávat většinu znaků hravých činností, aby si žáci příliš neuvědomovali usměrňování a cílovou orientaci. Současně by měla přispívat k rozvoji sociálních, kognitivních, kreativních, tělesných, volních a estetických kompetencí žáka.
- 3. Komplexní metody
  - Frontální výuka
  - Skupinová a kooperativní výuka
  - Partnerská výuka
  - Individuální a individualizovaná výuka, samostatná práce žáků
  - Kritické myšlení
  - Brainstorming
  - Projektová výuka
  - Výuka dramatem
  - Otevřené vyučování
  - Učení v životních situacích
  - Televizní výuka
  - Výuka podporovaná počítačem
  - Sugestopedie a superlerning
  - Hypnopedie